# Cristina Misaroș
Cristina Misaroș (n. 1969) este o fostă alergătoare română.

## Carieră
Sportiva a absolvit Școala nr. 19 cu program de educație fizică și sport din Baia Mare. Prima ei performanță notabilă a fost locul 10 la Campionatul European de Juniori din 1985 la 800 m. În anul 1992 a obținut locul 6 la Campionatul Mondial de Cros, la Boston, cu echipa României, compusă din Iulia Negură, Elena Fidatov, Iulia Ionescu, Anuța Cătună și Cristina Misaroș. Anul următor româncele s-au clasat pe locul 9.
În anul 1994 Cristina Misaroș a câștigat titlul național la 3000 m și la 10 000 m. La Jocurile Francofoniei a cucerit medalia de aur atât la 1500 m cât și la 3000 m. Apoi a participat la Campionatul European de la Helsinki unde a ocupat locul 9 la 3000 m și locul 5 la 10 000 m. Tot în acel an, la Campionatul European de Cros de la Alnwick s-a clasat pe locul 17 și cu echipa României (Elena Fidatov, Mariana Chirilă, Margareta Keszeg, Cristina Misaroș) a cucerit medalia de aur. La Campionatul Mondial de Cros din 1995 ei (Gabriela Szabo, Tudorița Chidu, Elena Fidatov, Iulia Negură, Cristina Misaroș) au luat bronzul.

## Realizări
| An   | Competiție                            | Locație                   | Loc | Eveniment | Note     |
| ---- | ------------------------------------- | ------------------------- | --- | --------- | -------- |
| 1985 | Campionatul European de Juniori (U20) | Cottbus, Germania de Est  | 10  | 800 m     | 2:09,09  |
| 1992 | Campionatul Mondial de Cros           | Boston, Statele Unite     | 84  | 6,37 km   | 22:59    |
| 1992 | Campionatul Mondial de Cros           | Boston, Statele Unite     | 6   | echipe    | 22:59    |
| 1993 | Campionatul Mondial de Cros           | Amorebieta-Etxano, Spania | 41  | 6,35 km   | 21:03    |
| 1993 | Campionatul Mondial de Cros           | Amorebieta-Etxano, Spania | 9   | echipe    | 21:03    |
| 1994 | Jocurile Francofoniei                 | Bondoufle, Franța         | 1   | 1500 m    | 4:21,20  |
| 1994 | Jocurile Francofoniei                 | Bondoufle, Franța         | 1   | 3000 m    | 9:02,09  |
| 1994 | Campionatul European                  | Helsinki, Finlanda        | 9   | 3000 m    | 8:49,69  |
| 1994 | Campionatul European                  | Helsinki, Finlanda        | 5   | 10 000 m  | 31:41,03 |
| 1994 | Campionatul European de Cros          | Alnwick, Marea Britanie   | 17  | 4,5 km    | 14:57    |
| 1994 | Campionatul European de Cros          | Alnwick, Marea Britanie   | 1   | echipe    | 14:57    |
| 1995 | Campionatul Mondial de Cros           | Durham, Marea Britanie    | 30  | 6,47 km   | 21:25    |
| 1995 | Campionatul Mondial de Cros           | Durham, Marea Britanie    | 3   | echipe    | 21:25    |

## Recorduri personale
| Probă          | Performanță | Dată             | Locație   |
| -------------- | ----------- | ---------------- | --------- |
| 800 m          | 2:01,41     | 7 iunie 1987     | Pitești   |
| 1500 m         | 4:06,87     | 13 iunie 1987    | București |
| 3000 m         | 8:49,69     | 10 august 1994   | Helsinki  |
| 10 000 m       | 31:41,03    | 13 august 1994   | Helsinki  |
| 3000 m în sală | 9:01,84     | 2 februarie 1993 | Budapesta |